# ميلكريك (ميزوري)
ميلكريك (بالإنجليزية: Millcreek)‏ هي إحدى المجتمعات الفردية (غير مصنفة) في ولاية ميزوري في الولايات المتحدة الأمريكية.